# محمد بن عبدالله الاشجعی
محمد بن عبدالله الاشجعی، سیزدهمین والی اموی اندلس (۷۳۰) بوده است.
وی توسط عبیده سلمی، والی قیروان به این سمت منصوب و جانشین هیثم بن عبید الکلابی شد.